# Primitivna funkcija
Primitívna fúnkcija ali prvôtna fúnkcija dane (izvorne) funkcije {\displaystyle f(x)} je v infinitezimalnem računu in matematični analizi funkcija {\displaystyle F(x)}, katere odvod je enak {\displaystyle f(x)}:
{\displaystyle F'(x)=f(x),\quad x\in \mathbb {R} \!\,.}
Postopek reševanja za primitivne funkcije je iskanje nedoločenega integrala. Primitivne funkcije so povezane z določenimi integrali prek osnovnega izreka matematične analize in omogočajo primerne načine za računanje določenih integralov mnogih funkcij.

## Zgledi
Funkcija {\displaystyle F(x)=x^{3}/3} je primitivna funkcija od {\displaystyle f(x)=x^{2}}. Ker je odvod konstante enak 0, bo za {\displaystyle x^{2}} obstajalo neskončno mnogo primitivnih funkcij, na primer: {\displaystyle (x^{3}/3)+0}, {\displaystyle (x^{3}/3)+7}, {\displaystyle (x^{3}/3)-42}, itd. Družina vseh primitivnih funkcij {\displaystyle x^{2}} bo tako imela obliko {\displaystyle F(x)=(x^{3}/3)+C}, kjer je C poljubna konstanta, znana kot aditivna konstanta, konstanta integracije ali integracijska konstanta. Grafi primitivnih funkcij dane funkcije so navpično premaknjeni po ordinatni osi in lega vsakega grafa je odvisna od vrednosti C.
| {\displaystyle f(x)\!\,}                                                   | {\displaystyle F(x)\!\,} | {\displaystyle {\mathcal {D}}_{F}\!\,}                                                                     |
| -------------------------------------------------------------------------- | --- | --- |
| Polinomi in racionalne funkcije                                            | | |
| {\displaystyle 0\!\,}                                                      | {\displaystyle C\!\,} | {\displaystyle \mathbb {R} }                                                                               |
| {\displaystyle ax\!\,}                                                     | {\displaystyle {\frac {ax^{2}}{2}}+C\!\,}                                                                                              | {\displaystyle \mathbb {R} }                                                                               |
| {\displaystyle {ax+b}\!\,}                                                 | {\displaystyle {\frac {ax^{2}}{2}}+bx+C\!\,}                                                                                           | {\displaystyle \mathbb {R} }                                                                               |
| {\displaystyle ax^{2}+bx+c\!\,}                                            | {\displaystyle {\frac {a}{3}}x^{3}+{\frac {b}{2}}x^{2}+cx+C\!\,}                                                                       | {\displaystyle \mathbb {R} }                                                                               |
| {\displaystyle ax^{n}\!\,}                                                 | {\displaystyle {\frac {ax^{n+1}}{n+1}}+C;\ n\in \mathbb {R} \setminus \{-1\}}                                                          | {\displaystyle {\begin{cases}\mathbb {R} ^{*};&n\geq 0\\\mathbb {R} _{+}^{*};&{\mbox{sicer }}\end{cases}}} |
| {\displaystyle (ax+b)^{n}\!\,}                                             | {\displaystyle {\frac {(ax+b)^{n+1}}{a(n+1)}}+C\!\,}                                                                                   | {\displaystyle \mathbb {R} }                                                                               |
| {\displaystyle {\sqrt {x}}\!\,}                                            | {\displaystyle {\frac {2}{3}}x{\sqrt {x}}+C\!\,}                                                                                       | {\displaystyle \mathbb {R} _{+}^{*}}                                                                       |
| {\displaystyle {\frac {1}{x}}\!\,}                                         | {\displaystyle \ln x+C\!\,} | {\displaystyle \mathbb {R} _{+}^{*}}                                                                       |
| {\displaystyle {\frac {1}{1-x}}\!\,}                                       | {\displaystyle -\ln(1-x)+C\!\,} | {\displaystyle \mathbb {R} _{+}^{*}\setminus \{1\}}                                                        |
| {\displaystyle -{\frac {1}{x^{2}}}\!\,}                                    | {\displaystyle {\frac {1}{x}}+C\!\,}                                                                                                   | {\displaystyle \mathbb {R} ^{*}}                                                                           |
| {\displaystyle {\frac {1}{2{\sqrt {x}}}}\!\,}                              | {\displaystyle {\sqrt {x}}+C\!\,} | {\displaystyle \mathbb {R} _{+}^{*}}                                                                       |
| {\displaystyle {\frac {1}{a^{2}+x^{2}}}\!\,}                               | {\displaystyle {\frac {1}{a}}\operatorname {arc\,tg} \,{\frac {x}{a}}+C\!\,}                                                           | {\displaystyle \mathbb {R} }                                                                               |
| Trigonometrične in krožne funkcije                                         | | |
| {\displaystyle \sin x\!\,}                                                 | {\displaystyle -\cos x+C\!\,} | {\displaystyle \mathbb {R} }                                                                               |
| {\displaystyle \cos x\!\,}                                                 | {\displaystyle \sin x+C\!\,} | {\displaystyle \mathbb {R} }                                                                               |
| {\displaystyle \operatorname {tg} \,x\!\,}                                 | {\displaystyle -\ln \cos x+C\!\,} | {\displaystyle \mathbb {R} _{+}\setminus \left\{{\frac {\pi }{2}}+k\pi \right\},k\in \mathbb {N} _{0}}     |
| {\displaystyle \operatorname {ctg} \,x\!\,}                                | {\displaystyle \ln \sin x+C\!\,} | {\displaystyle \mathbb {R} _{+}\setminus \{k\pi \},k\in \mathbb {N} _{0}}                                  |
| {\displaystyle 1+\operatorname {tg} ^{2}\,x={\frac {1}{\cos ^{2}x}}\!\,}   | {\displaystyle \operatorname {tg} \,x+C\!\,}                                                                                           | {\displaystyle \mathbb {R} \setminus \left\{{\frac {\pi }{2}}+k\pi \right\},k\in \mathbb {Z} _{0}}         |
| {\displaystyle -{\frac {1}{\sin ^{2}x}}\!\,}                               | {\displaystyle \operatorname {ctg} \,x+C\!\,}                                                                                          | {\displaystyle \mathbb {R} \setminus \{k\pi \},k\in \mathbb {Z} _{0}}                                      |
| {\displaystyle {\frac {1}{a}}\operatorname {arc\,tg} \,{\frac {x}{a}}\!\,} | {\displaystyle {\frac {x}{a}}\,\operatorname {arc\,tg} \,{\frac {x}{a}}-{\frac {1}{2}}\ln \left(1+{\frac {x^{2}}{a^{2}}}\right)+C\!\,} | {\displaystyle \mathbb {R} }                                                                               |
| Eksponentne in logaritemske funkcije                                       | | |
| {\displaystyle a^{x}=e^{x\ln a}\!\,}                                       | {\displaystyle {\frac {a^{x}}{\ln a}}+C\!\,}                                                                                           | {\displaystyle \mathbb {R} }                                                                               |
| {\displaystyle e\!\,}                                                      | {\displaystyle ex+C\!\,} | {\displaystyle \mathbb {R} }                                                                               |
| {\displaystyle {\frac {x}{e}}\!\,}                                         | {\displaystyle {\frac {x^{2}}{2e}}+C\!\,}                                                                                              | {\displaystyle \mathbb {R} }                                                                               |
| {\displaystyle e^{x}\!\,}                                                  | {\displaystyle e^{x}+C\!\,} | {\displaystyle \mathbb {R} }                                                                               |
| {\displaystyle xe^{x}\!\,}                                                 | {\displaystyle e^{x}(x-1)+C\!\,} | {\displaystyle \mathbb {R} }                                                                               |
| {\displaystyle {\frac {1}{e^{x}}}\!\,}                                     | {\displaystyle -{\frac {1}{e^{x}}}+C\!\,}                                                                                              | {\displaystyle \mathbb {R} }                                                                               |
| {\displaystyle {\frac {x}{e^{x}}}\!\,}                                     | {\displaystyle -{\frac {1}{e^{x}}}(x+1)+C\!\,}                                                                                         | {\displaystyle \mathbb {R} }                                                                               |
| {\displaystyle {\frac {e^{x}}{x}}\!\,}                                     | {\displaystyle -{\rm {Ei}}(-x)+C\!\,}                                                                                                  | {\displaystyle \mathbb {R} ^{*}}                                                                           |
| {\displaystyle {\frac {e^{x}-1}{x}}\!\,}                                   | {\displaystyle -{\rm {Ei}}(-x)-\ln x+C\!\,}                                                                                            | {\displaystyle \mathbb {R} ^{*}}                                                                           |
| {\displaystyle {\rm {Li}}_{2}(x)\!\,}                                      | {\displaystyle {\frac {\ln x}{1-x}}+C\!\,}                                                                                             | {\displaystyle \mathbb {R} _{+}^{*}\setminus \{1\}}                                                        |
| {\displaystyle {\rm {Li}}_{2}(1-x)\!\,}                                    | {\displaystyle -{\frac {\ln(1-x)}{x}}+C\!\,}                                                                                           | {\displaystyle \mathbb {R} _{+}^{*}\setminus \{1\}}                                                        |
| {\displaystyle {\frac {x}{e^{x}-1}}\!\,}                                   | {\displaystyle -{\rm {Li}}_{2}(e^{x})-{\frac {1}{2}}\ln ^{2}e^{x}+C\!\,}                                                               | {\displaystyle \mathbb {R} _{+}^{*}}                                                                       |
| {\displaystyle e^{\ln x}=x\!\,}                                            | {\displaystyle {\frac {x^{2}}{2}}+C\!\,}                                                                                               | {\displaystyle \mathbb {R} }                                                                               |
| {\displaystyle e^{\ln(1/x)}={\frac {1}{x}}\!\,}                            | {\displaystyle \ln x+C\!\,} | {\displaystyle \mathbb {R} _{+}^{*}}                                                                       |
| {\displaystyle e^{1/x}\!\,}                                                | {\displaystyle xe^{1/x}+{\rm {Ei}}(-1/x)+C\!\,}                                                                                        | {\displaystyle \mathbb {R} _{+}^{*}}                                                                       |
| {\displaystyle \ln x\!\,}                                                  | {\displaystyle x\ln x-x+C\!\,} | {\displaystyle \mathbb {R} _{+}^{*}}                                                                       |

## Uporabe in značilnosti
Primitivne funkcije so pomembne, ker z njimi lahko rešimo določene integrale s pomočjo osnovnega izreka matematične analize. Če je {\displaystyle F(x)} primitivna funkcija integrabilne funkcije {\displaystyle f(x)}, potem velja:
{\displaystyle \int _{a}^{b}f(x)\,\mathrm {d} x=F(b)-F(a)\!\,.}
Zaradi tega se včasih neskončno mnogo primitivnih funkcij dane funkcije {\displaystyle f(x)} imenuje »splošni integral« ali »nedoločeni integral« funkcije {\displaystyle f(x)} in se zapiše s simbolom za integral brez mej:
{\displaystyle \int f(x)\,\mathrm {d} x\!\,.}
Če je {\displaystyle F_{1}(x)} primitivna funkcija {\displaystyle f(x)} in je funkcija {\displaystyle f(x)} definirana na kakšnem intervalu, se vsaka druga primitivna funkcija {\displaystyle F_{2}(x)} funkcije {\displaystyle f(x)} razlikuje od {\displaystyle F_{1}(x)} za konstanto. Obstaja takšno število C, da velja {\displaystyle F_{2}(x)=F_{1}(x)+C} za vse x. C je poljubna aditivna konstanta. 
Če je domena {\displaystyle F(x)} disjunktna unija dveh ali več intervalov, lahko za vsak interval izberemo različne aditivne konstante. Na primer:
{\displaystyle F(x)={\begin{cases}-{\frac {1}{x}}+C_{1}\quad x<0\\-{\frac {1}{x}}+C_{2}\quad x>0\end{cases}}}
je najbolj splošna primitivna funkcija {\displaystyle f(x)=1/x^{2}} na svoji naravni domeni {\displaystyle (-\infty ,0)\cup (0,\infty ).}
Vsaka zvezna funkcija {\displaystyle f(x)} ima primitivno funkcijo in ena primitivna funkcija {\displaystyle F(x)} je dana z določenim integralom {\displaystyle f(x)}, kjer je spremenljivka zgornja meja:
{\displaystyle F(x)=\int _{a}^{x}f(t)\,\mathrm {d} t\!\,.}
Če spreminjamo spodnjo mejo, dobimo druge primitivne funkcije, ne pa nujno vseh možnih. To je druga predstavitev osnovnega izreka matematične analize. 
Obstaja mnogo funkcij, katerih primitivne funkcije, čeprav obstajajo, ni moč izraziti z elementarnimi funkcijami kot so polinomi, eksponenetne funkcije, logaritmi, trigonometrične funkcije, obratne trigonometrične funkcije ali njihove kombinacije. Zgledi takšnih funkcij so:
{\displaystyle \int {\frac {1}{e^{x^{2}}}}\,\mathrm {d} x,\quad \int {\frac {\sin x}{x}}\,\mathrm {d} x,\quad \int {\frac {1}{\ln x}}\,\mathrm {d} x,\quad \int x^{x}\,\mathrm {d} x,\quad \int {\frac {1}{\sqrt {x^{3}+1}}}\,\mathrm {d} x\!\,.}
Z diferencialno Galoisovo teorijo se lahko določi ali ima elementarna funkcija primitivno funkcijo, ki se jo lahko izrazi kot elementarno.

## Tehnike integracije
Iskanje primitivnih funkcij elementarnih funkcij je pogosto veliko težje kot iskanje njihovih odvodov. Za nekatere elementarne funkcije je nemogoče najti primitivne funkcije, izražene z drugimi elementarnimi funkcijami. 
Na razpolago imamo več različnih metod:
- linearnost integrala omogoča, da razbijemo zapletene integrale v preprostejše,
- integracija s substitucijo velikokrat kombinirana s trigonometričnimi enakostmi ali naravnim logaritmom,
- integracija po delih omogoča integracijo produkta funkcij,
- metoda obratnega verižnega pravila je poseben primer integracije s substitucijo,
- metoda delnih ulomkov v integraciji omogoča integracijo vseh racionalnih funkcij (ulomkov dveh polinomov),
- Rischov algoritem pretvori problem integracije na algebrski problem,
- integrale lahko najdemo tudi v razpredelnici integralov,
- pri večkratni integraciji lahko uporabimo dodatne tehnike. Na primer: dvojni integrali, polarne koordinate, Jacobijeva mnogoterost in Stokesov izrek,
- programi za simbolno računanje se lahko uporabijo za samodejno računanje s pomočjo zgoraj navedenih tehnik, kar je še posebej uporabno, če so algebrski izrazi zapleteni ali dolgi,
- če funkcija nima elementarne primitivne funkcije (npr. exp(x2)), lahko njen določeni integral približno določimo z numerično integracijo.

## Primitivne funkcije nezveznih funkcij
Za boljšo predstavo podrobnosti osnovnega izreka analize je poučno, če premislimo kakšne vrste nezveznih funkcija imajo lahko primitivne funkcije. Čeprav so še nerešena vprašanja, je znano:
- da imajo lahko nekatere zelo patološke funkcije z velikimi množicami nezveznosti vseeno primitivne funkcije,
- da lahko v nekaterih primerih poiščemo primitivne funkcije takšnih patoloških funkcij z Riemannovim integralom, v drugih pa niso integrabilne po Riemannu.

Sledi nekaj splošnih značilnosti, ki jim sledi nekaj zgledov. Vseskozi predpostavimo, da so domene funkcij odprti intervali.
- potreben, vendar nezadosten pogoj, da ima funkcija {\displaystyle f(x)} primitivno funkcijo, je, da ima značilnost vmesne vrednosti. To pomeni, če je [a,b] podinterval domene {\displaystyle f(x)} in je d realno število med {\displaystyle f(a)} in {\displaystyle f(b)}, potem velja {\displaystyle f(c)=d} za neki c med a in b. Naj bo {\displaystyle F(x)} primitivna funkcija {\displaystyle f(x)} in naj je zvezna funkcija {\displaystyle g(x)=F(x)-dx} na zaprtem intervalu [a, b]. Potem mora imeti {\displaystyle g(x)} ali maksimum ali minumum c na odprtem intervalu (a,b), tako da je {\displaystyle 0=g(c)=f(c)-d},
- množica nezveznosti {\displaystyle f(x)} mora biti suha množica. Ta množica mora biti tudi množica {\displaystyle F_{\sigma }}, ker mora takšna biti množica nezveznosti katerekoli funkcije. Za poljubno suho množico {\displaystyle F_{\sigma }} lahko skonstruiramo kakšno funkcijo {\displaystyle f(x)} s primitivno funkcijo, ki ima za dano množico svojo množico nezveznosti,
- če ima {\displaystyle f(x)} primitivno funkcijo, če je omejena na zaprtih končnih podintervalih domene, in, če ima množico nezveznosti z Lebesguovo mero enako 0, lahko njeno primitivno funkcijo poiščemo z integracijo,
- če ima {\displaystyle f(x)} primitivno funkcijo na zaprtem intervalu [a,b], potem se, če za vsako izbiro particije {\displaystyle a=x_{0}<x_{1}<x_{2}<\dots <x_{n}=b} izberemo vzorčne točke {\displaystyle x_{i}^{*}\in [x_{i-1},x_{i}]} po izreku o povprečni vrednosti, odgovarjajoča Riemannova vsota izteguje k vrednosti {\displaystyle F(b)-F(a)}:

{\displaystyle \sum _{i=1}^{n}f(x_{i}^{*})(x_{i}-x_{i-1})=\sum _{i=1}^{n}[F(x_{i})-F(x_{i-1})]=F(x_{n})-F(x_{0})=F(b)-F(a)\!\,.}
Če ima množica nezveznosti {\displaystyle f(x)} pozitivno Lebesguovo mero, bo druga izbira vzorčnih točk {\displaystyle x_{i}^{*}} dala precej različno vrednost za Riemannovo vsoto, ne glede na to kako nadrobna je particija.

### Zgledi
1. Funkcija:
{\displaystyle f(x)=2x\sin {\frac {1}{x}}-\cos {\frac {1}{x}}}
z vrednostjo {\displaystyle f(0)=0} v točki {\displaystyle x=0} ni zvezna, ima pa primitivno funkcijo:
{\displaystyle F(x)=x^{2}\sin {\frac {1}{x}}}
z vrednostjo {\displaystyle F(0)=0}. Ker je {\displaystyle f(x)} omejena na zaprtih končnih intervalih in je nezvezna edino v točki 0, lahko njeno primitivno funkcijo {\displaystyle F(x)} določimo z integracijo: {\displaystyle F(x)=\int _{0}^{x}f(t)\,\mathrm {d} t}.
2. Funkcija: 

{\displaystyle f(x)=2x\sin {\frac {1}{x^{2}}}-{\frac {2}{x}}\cos {\frac {1}{x^{2}}}\!\,}
z vrednostjo {\displaystyle f(0)=0} ni zvezna v točki {\displaystyle x=0}, njena primitivna funkcija pa obstaja: 
{\displaystyle F(x)=x^{2}\sin {\frac {1}{x^{2}}}\!\,}
z vrednostjo {\displaystyle F(0)=0}. Z razliko kot v prvem zgledu je {\displaystyle f(x)} neomejena v vsakem intervalu, ki vsebuje 0, tako da je Riemannov integral nedoločen.
3. Če je {\displaystyle f(x)} funkcija iz prvega zgleda in {\displaystyle F(x)} njena primitivna funkcija, ter {\displaystyle \{x_{n}\}_{n\geq 1}} gosta števna podmnožica odprtega intervala {\displaystyle \left(-1,1\right)}, ima funkcija: 

{\displaystyle g(x)=\sum _{n=1}^{\infty }{\frac {f(x-x_{n})}{2^{n}}}\!\,}
primitivno funkcijo: 
{\displaystyle G(x)=\sum _{n=1}^{\infty }{\frac {F(x-x_{n})}{2^{n}}}\!\,.}
Množica nezveznosti {\displaystyle g(x)} je ravno {\displaystyle \{x_{n}\}_{n\geq 1}}. Ker je {\displaystyle g(x)} omejena na zaprtih končnih intervalih in ima množica nezveznosti mero enako 0, lahko primitivno funkcijo {\displaystyle G(x)} poiščemo z integracijo.
4. Naj je {\displaystyle \{x_{n}\}_{n\geq 1}} gosta števna podmnožica odprtega intervala {\displaystyle \left(-1,1\right)}. Naj je povsod zvezna strogo naraščajoča funkcija: 

{\displaystyle F(x)=\sum _{n=1}^{\infty }{\frac {1}{2^{n}}}(x-x_{n})^{1/3}\!\,.}
Potem velja: 
{\displaystyle F'(x)=\sum _{n=1}^{\infty }{\frac {1}{3\cdot 2^{n}}}(x-x_{n})^{-2/3}}
Slika 1.
Slika 2.
za vse vrednosti x, kjer vrsta konvergira in ima graf F(x) navpične tangente pri vseh drugih vrednostih x. Še posebej ima graf navpične tangente v vseh točkah množice {\displaystyle \{x_{n}\}_{n\geq 1}}. 
Velja še naprej {\displaystyle F\left(x\right)\geq 0} za vse x kjer je odvod določen. Sledi, da je obratna funkcija {\displaystyle G=F^{-1}} povsod odvedljiva in:
{\displaystyle g\left(x\right)=G'\left(x\right)=0\!\,}
za vse x v množici {\displaystyle \{F(x_{n})\}_{n\geq 1}}, ki je gosta na intervalu {\displaystyle \left[F\left(-1\right),F\left(1\right)\right]}. Tako ima {\displaystyle g(x)} primitivno funkcijo {\displaystyle G(x)}. Na drugi strani ne more veljati: 
{\displaystyle \int _{F(-1)}^{F(1)}g(x)\,\mathrm {d} x=GF(1)-GF(-1)=2\!\,,}
ker lahko za vsako particijo {\displaystyle \left[F\left(-1\right),F\left(1\right)\right]} izberemo vzorčne točke Riemannove vsote iz množice {\displaystyle \{F(x_{n})\}_{n\geq 1}}, ki dajo vrednost za vsoto enako 0. Sledi, da ima {\displaystyle g(x)} množico nezveznosti s pozitivno Lebesguovo mero. Slika 1 prikazuje približek za graf {\displaystyle g(x)}, kjer je {\displaystyle \{x_{n}=\cos(n)\}_{n\geq 1}} in je vzetih prvih 8 členov. Slika 2 prikazuje graf približka primitivne funkcije {\displaystyle G(x)}, tudi s prvimi 8. členi. Če Riemannov integral zamenjamo z Lebesguovim integralom, potem Fatouova lema ali Lebesguov izrek o prevladujoči konvergenci pokažeta, da {\displaystyle g(x)} v tem smislu zadovoljuje osnovni izrek analize.
5. V zgledih 3 in 4 sta množici nezveznosti funkcij {\displaystyle g(x)} gosti le v končnem zaprtem intervalu {\displaystyle \left(a,b\right)}. Takšne primere lahko priredimo tako, da bodo množice nezveznosti goste na celotni realni premici {\displaystyle (-\infty ,\infty )}. Naj je:

{\displaystyle \lambda (x)={\frac {a+b}{2}}+{\frac {b-a}{\pi }}\tan ^{-1}(x)\!\,.}

Potem ima {\displaystyle g\left(\lambda (x)\right)\lambda '(x)} gosto množico nezveznosti na {\displaystyle (-\infty ,\infty )} in njena primitivna funkcija je {\displaystyle G\cdot \lambda .}
6. S podobnim postopkom kot v petem zgledu lahko popravimo funkcijo {\displaystyle g(x)} iz četrtega zgleda, da ne bo imela racionalnih vrednosti. Če uporabimo naivno različico Riemannovega integrala, ki je določena kot limita leve strani ali kot Riemannova vsota desne strani prek regularnih particij, lahko ugotovimo, da je integral takšne funkcije {\displaystyle g(x)} čez interval {\displaystyle \left[a,b\right]} enak 0, čeprav sta a in b oba racionalna, namesto {\displaystyle G\left(b\right)-G\left(a\right)}. Na ta način osnovni izrek analize ne bo veljal.